# انوچا براون سندرز
انوچا براون سندرز (انگلیسی: Anucha Browne Sanders؛ زادهٔ) بازیکن بسکتبال اهل ایالات متحده آمریکا است.